# Kadashman-Harbe I
Kadashman-Harbe I fue probablemente hijo y sucesor de Karaindash como rey de Babilonia, Khana, Akkad y País del Mar. Gobernaba hacia finales del siglo XV a. C. Fue padre de Kurigalzu I, que le sucedió.
El acontecimiento más significativo de su reinado parece haber sido una agresiva campaña contra los suteos, un pueblo nómada del Éufrates medio, relatada por los arameos y descrita en la Crónica P,